# ケープ・コッド国立海浜公園
ケープ・コッド国立海浜公園 (Cape Cod National Seashore (CCNS)) は、アメリカ合衆国マサチューセッツ州ケープコッドにある43,607エーカー (68.1 sq mi; 176.5 km2)の海浜公園。

## 概要
1961年8月7日、アメリカ合衆国大統領ジョン・F・ケネディにより創立された。大西洋岸の松の木しか生えない湿地帯のエコリージョンにある池、森林、海辺を含む。ケープコッドのプロヴィンスタウン、トゥルーロ、ウエルフリート、イーストハム、オーリンズ、チャタムの東、大西洋側に沿った40マイル (64 km)の海岸が含まれる。アメリカ合衆国国立公園局により管理されている。
2020年代においては、公園利用者がコヨーテのために意識的に食料を残す（餌付け）などした結果、警戒心が薄れたコヨーテが人間を襲撃する例が見られるようになった。また、コヨーテは狂犬病ウイルスを保有する可能性がある点からも問題視されるようになった。

## 名所
初の大西洋横断無線通信に成功したマルコーニ・ステーション、ハイランズ・センター・フォー・ジ・アーツ、元ノース・トゥルーロ軍用飛行場などがある。ピーク・ヒル・バーズ海の家歴史地区は海の家や砂浜を含む1,950エーカーの歴史地区である。ドーン・ロックと呼ばれる迷子石もこの敷地内にある。
トゥルーロの海岸にある元アメリカ沿岸警備隊駐屯地は現在ホステリング・インターナショナルUSAにより、42個ベッドのあるユース・ホステルとして操業されている。
自転車専用トレイルもある:
- ノーセット・バイク・トレイル - イーストハム
- ヘッド・オブ・ミドウ・トレイル - トゥルーロ
- プロヴィンス・ランズ・トレイル - プロヴィンスタウン

## 再建努力
アメリカ合衆国国立公園局100周年の一環で、ヘリング川河口の堤防や排水施設を除去し、1909年の姿を取り戻そうとしている。

## ギャラリー

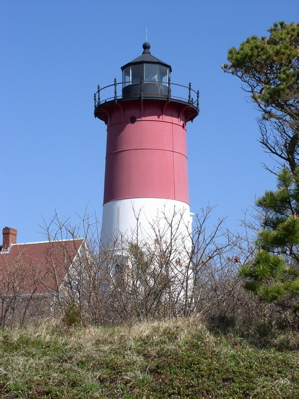
Nauset Light
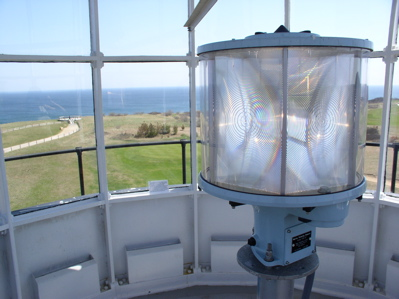
View from Highland Light
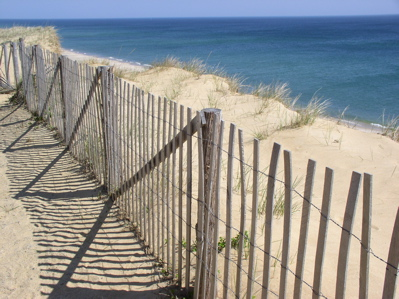
Marconi Beach
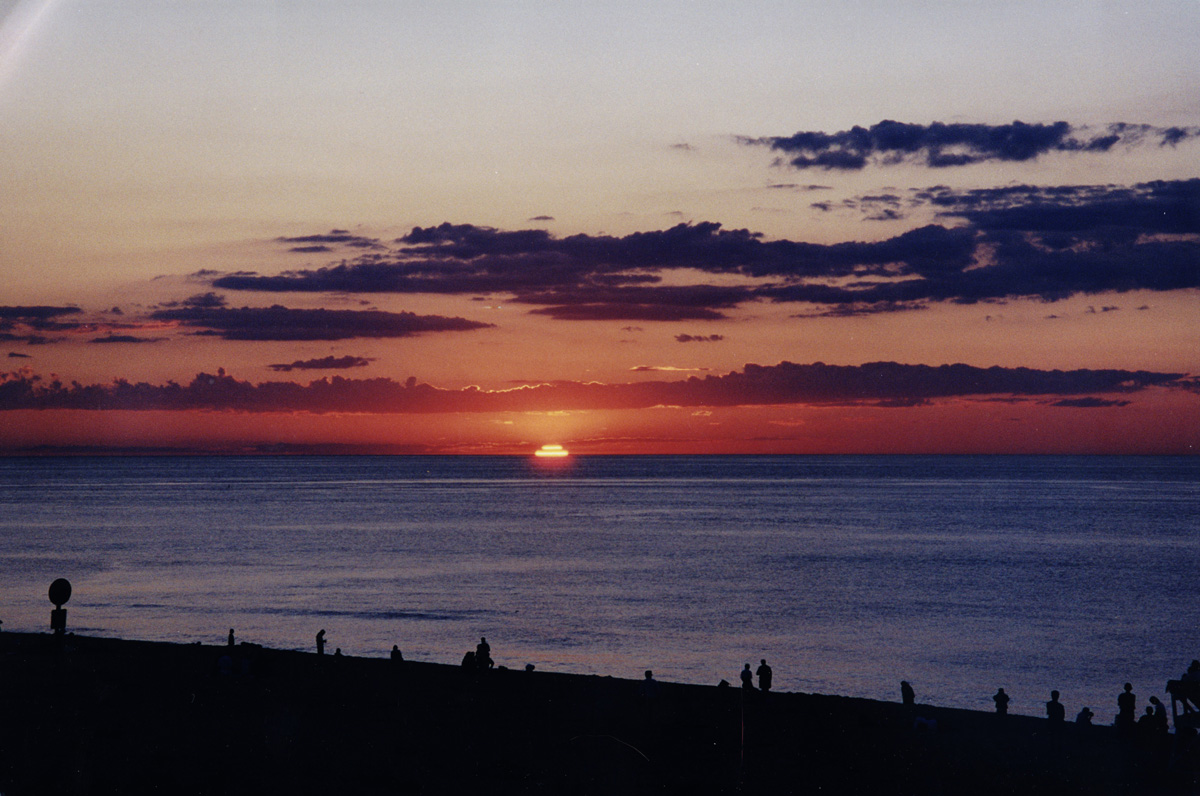
Late July Sunset at Race Point Beach
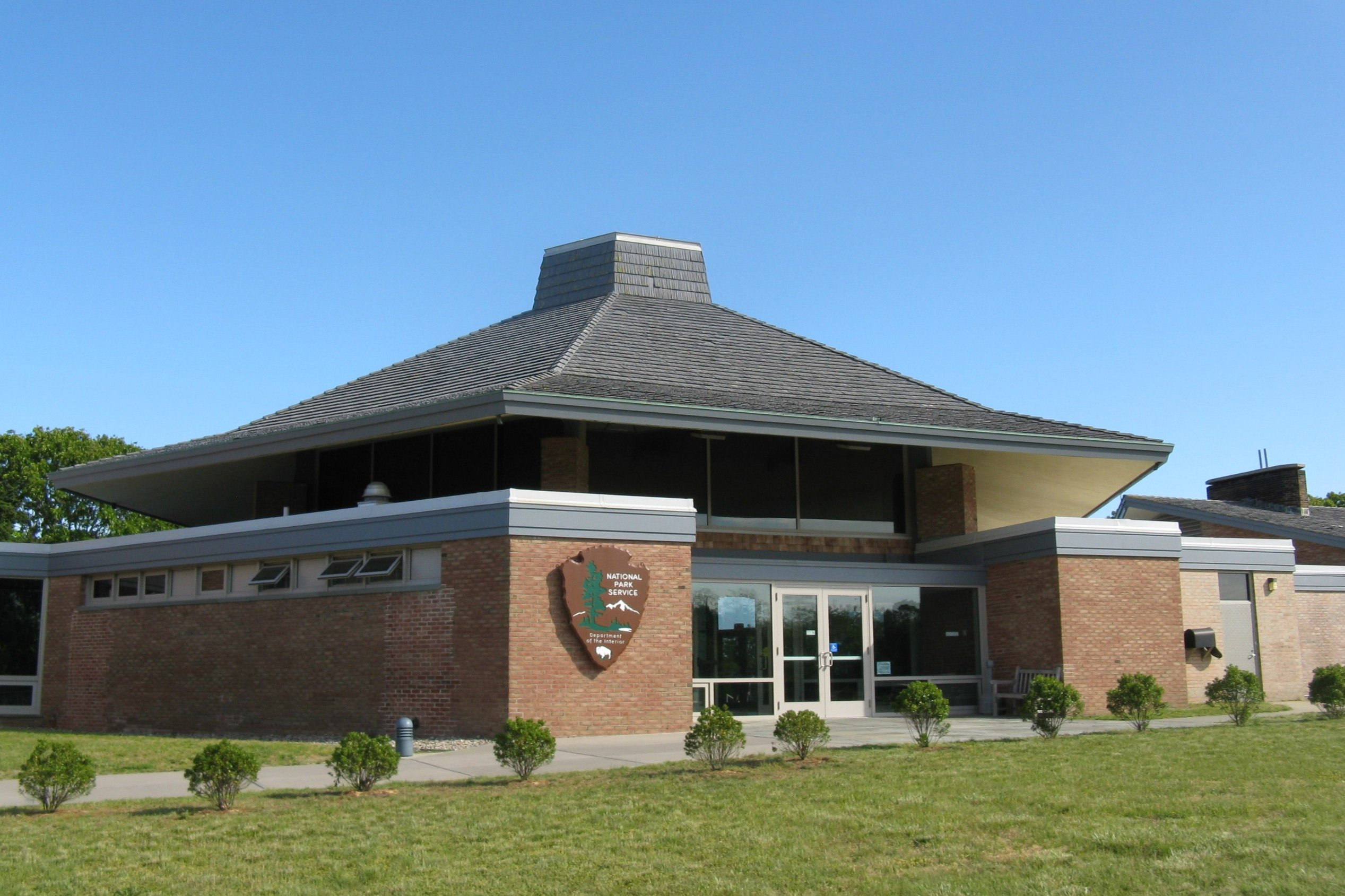
Salt Pond Visitor Center

## See also
- ケープ・コッド国立海浜公園の国家歴史登録財